# 神戶新聞社

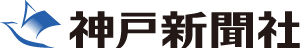
神户新闻社

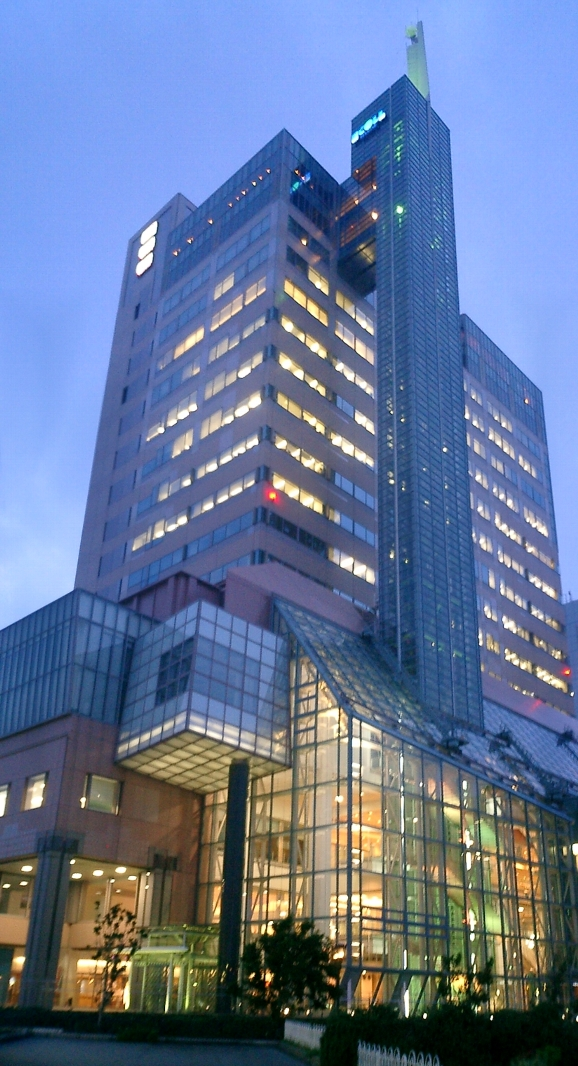
神戶情報文化大樓（ECOLL MARINE）是神戶新聞社1996年以後的總部所在地

株式会社神戶新聞社是總部位于日本兵庫縣神戶市中央区神戶情報文化大樓的一家報社，其發行的報紙《神戶新聞》日發行量約55万份（日報、2001年）。

## 历史
神戶新聞自1898年2月11日創刊以來，除了次日12日與后天13日一度休刊之外，有著從不停刊的傳統。政治立場偏左派。
另外，1889年7月～1891年12月也有一份叫「神戶新聞」的報紙，是立憲改進党系的政論報，但與神戶新聞、神戶新聞社沒有任何關係。

## 外部連結
- 神戶新聞 （页面存档备份，存于）